# Little Inferno
Little Inferno é um jogo eletrônico de quebra-cabeça de 2012, desenvolvido pela produtora de jogos eletrônicos independentes Tomorrow Corporation. O jogo foi primeiramente lançado na América do Norte como um titulo baixável para o Wii U, através da Nintendo eShop e plataformas Windows, através da Steam, em 18 de Novembro de 2012. A versão de iPad foi lançada em 31 de Janeiro de 2013, através da App Store.Versões para as plataformas OS X e Linux são planejadas para um futuro lançamento.
Little Inferno acontece em frente a uma lareira de tijolos, a qual o jogador usa para incinerar vários objetos, como brinquedos, bonecos, e eletrônicos. O jogo encoraja o jogador a queimar toda combinação de objectos possíveis para ver como eles vão reagir quando pegarem fogo, já que a maioria dos objetos tem propriedades únicas. O jogo foi projetado como uma sátira de jogos eletrônicos com temática similar em que o jogador dedica grande quantidades de tempo para realizar tarefas consideradas pouco gratificantes.